# Astrophiura chariplax
Astrophiura chariplax is een slangster uit de familie Ophiuridae.
De wetenschappelijke naam van de soort werd in 1955 gepubliceerd door Baranova.